# Sensha Yoshida
Sensha Yoshida (吉田 戦車) (Ōshū, 11 agosto 1963) è un fumettista giapponese.

## Opere
- Pet: disegni (ep 4)
- Utsurun Desu (manga): Story & Art